# عمر عرتي غالب
عمر عرتي غالب (1930 - 18 نوفمبر 2020)، هو سياسي صومالي بارز، شغل منصب رئيس وزراء الصومال من 24 يناير 1991 وحتى مايو 1993.